# Airlift-Reaktor
Airlift-Reaktoren, auch Airlift-Fermenter, sind turmförmige Bioreaktoren, in denen unter optimierten Bedingungen biotechnologische, zumeist aerobe  Reaktionen ablaufen. Häufigste Einsatzgebiete sind biotechnologische und umweltbiotechnologische Prozesse, bei denen Mikroorganismen in großen Anlagen (> 500m3) kultiviert werden müssen. Um innerhalb des Reaktors gleichmäßige Bedingungen zu schaffen, erfolgt eine Umwälzung der Inhaltsstoffe ausschließlich durch das Einblasen von Luft nach dem Mammutpumpenprinzip.

## Aufbau
Airlift-Reaktoren haben keine mechanischen Rührwerke (vgl. Rührkessel). Die Umwälzung wird durch einen kontrollierten Lufteintrag innerhalb einer konstruktiv festgelegten Schlaufe erreicht. Das Auftreten von Nährstoff- oder Sauerstoffgradienten, die zu einer verminderten Produktbildungsrate führen würden, soll damit unterbunden werden. Airlift-Reaktoren werden (bodenseitig) begast, an der Kopfseite tritt das Gas wieder aus. Durch die so entstehende hydrostatische Druckdifferenz ergibt sich eine Pumpenwirkung, die einen Flüssigkeitsstrom in der begasten Zone erzeugt.
Man unterscheidet Airlift-Reaktoren mit innerem und äußerem Umlauf. Bei ersterem wird die Luft in einem vertikalen Kernrohr (Strömungsleitrohr) eingetragen und über den Raum, den das Rohr einschließt, nach oben befördert. Während die Luft nach oben hin entweicht, erfolgt am Kopfende eine Rückströmung über den Ringraum, der die gaslose Flüssigkeit zum Reaktorboden befördert. In Folge entsteht eine kontinuierliche Strömung. Optional kann durch eine konische Erweiterung am Kopfende eine verbesserte Entgasung erreicht werden.
Des Weiteren unterscheidet man Airlift-Reaktoren mit äußerem Umlauf, die, abhängig von der Reaktorgeometrie, mittels einer Blasensäule einen Umlaufstrom erzeugen.

## Anwendungen
- Erzeugung von Zitronensäure: Zitronensäure ist eines der wichtigsten biotechnologisch hergestellten Produkte und wird in der Kosmetikindustrie, zum Entrosten und Reinigen von Metalloberflächen oder im Lebensmittelsektor verwendet. Die Erzeugung erfolgt mittels Schimmelpilzen (Aspergillus niger) oder Hefen (Candida spp. Hansenula spp.). Letztere weisen eine kürzere Prozessdauer (ca. 4h) auf, während die Herstellung durch Schimmelpilze 6–10 Stunden in Anspruch nimmt. Bei der (aeroben) Fermentation wird vorrangig Rüben- oder Rohrzuckermelasse als Energie- und Kohlenstoffquelle eingesetzt.
- Single Cell Protein (SCP): Als SCP bezeichnet man Proteine, die von einzelligen Mikroorganismen wie Bakterien, Hefen oder Algen erzeugt werden. Der Begriff umfasst sowohl rekombinant erzeugte als auch natürlich von den Organismen produzierte Proteine. Airlift-Reaktoren werden aber vor allem mit Anwendungen aus der Nahrungsmittelindustrie in Verbindung gebracht. Als Nährstoffquelle für die betreffenden Mikroorganismen kommen alle fermentierbaren Kohlenstoffverbindungen in Betracht, die preiswert und verfügbar sind- z. B.: Kohlenhydrate, Lignine, niedere Alkohole, Fettsäuren sowie langkettige n-Paraffine, Methan oder Ethan.
- Abwassertechnologie: Belebtschlammverfahren

## Weiterentwicklungen
- Pressure Cycle Reaktor: Im Laufe der Zeit wurden mehrere Reaktortypen, die nach dem Airlift-Prinzip arbeiten, entwickelt. Der Pressure Cycle Reaktor zeichnet sich durch eine sehr hohe Sauerstoffaufnahme aus. Mit größerem Maßstab wird auch ein höheres Umwälzvermögen erreicht. Üblicherweise sind Pressure Cycle Reaktoren ca. 35 m hoch und sind auch in der Abwasserreinigung beliebt.
- Deep Shaft Reaktor: Dieser hauptsächlich in der aeroben Abwasserreinigung zur Anwendung kommende Reaktortyp besteht aus einem bis zu 200 m tiefen Schacht, in den ein Rohr bis zum Grund ragt. Im Rohr fließt das Abwasser kontinuierlich nach unten, im Ringspalt zwischen Rohrwand und Behälterwand nach oben. Die zur Hebung und Belüftung erforderliche Luft wird im äußeren Ringspalt im oberen Drittel des  Reaktors eingetragen. Der Auftrieb dort führt zu einer kontinuierlichen Kreislaufströmung des Abwassers. Zusätzlich wird das Abwasser durch Einblasen von Luft im inneren Rohr aerifiziert und in der Dichte vermindert, die Luft wird von der Abwärtsströmung mitgerissen.[1] Die Höhe respektive Tiefe eines Deep Shaft Reaktor ist dadurch begrenzt, weil mit steigender Tiefe der Druck am Reaktorboden steigt, dieser führt zu einer Wachstumshemmung der beteiligten Mikroorganismen. Großreaktoren dieser Art können mehrere 1000 m3 aufweisen und werden vornehmlich zur Reinigung von Chemieabwässern (BASF, Bayer AG) eingesetzt. Der geringe Flächenbedarf, die einfache Bauweise und die enorme Größe erlauben eine Kostenreduktion um 60–70 %.
- Deep jet Fermenter: Bei dieser Bauart erfolgt der Sauerstoffeintrag über eine Düse, die oberhalb der zu begasenden Flüssigkeit angeordnet ist. Die umgepumpte Flüssigkeit, die zuvor mit Sauerstoff begast wird, trifft mit hoher Geschwindigkeit (8–12 m/s) auf die Flüssigkeitsoberfläche. Die Düse taucht dabei entweder in die Flüssigkeit ein (Tauchstrahl) oder befindet sich knapp oberhalb der Oberfläche (Freistrahl). Der Fermenter zeichnet sich durch einen hohen Sauerstoffeintrag aus (14 kg/m3h) und kann ein Fassungsvermögen von mehreren 1000 m3 aufweisen. Anwendungsgebiete sind auch hier die Abwasserbehandlung oder die Produktion von Futtermitteln (1–2 Mio. Tonnen/Jahr)

### Fachliteratur
- D. Wang, W. Liu, B. Han, R. Xu: The bioreactor: a powerful tool for large-scale culture of animal cells. In: Curr Pharm Biotechnol. 6(5), Okt 2005, S. 397–403. Review.
- Y. Martin, P. Vermette: Bioreactors for tissue mass culture: design, characterization, and recent advances. In: Biomaterials. 26(35), Dez 2005, S. 7481–7503. Review.

### Lehrbücher
- Winfried Storhas: Bioreaktoren und periphere Einrichtungen. (= Vieweg Lehrbuch Biotechnologie). Vieweg, Braunschweig/Wiesbaden 1994, ISBN 3-540-67054-8.
- Karl Schügerl: Bioreaktionstechnik: Bioprozesse mit Mikroorganismen und Zellen. Birkhäuser, Basel/Boston/Berlin 1997, ISBN 3-7643-5682-0.